# قائمة زملاء الجمعية الملكية المنتخبين في 1702
هذه الصفحة تعرض قائمة زملاء الجمعية الملكية المُنتخبين لعام 1702.

## الزملاء
- James Yonge (surgeon) [الإنجليزية]‏
- Abraham de la Pryme [الإنجليزية]‏
- John Chamberlayne [الإنجليزية]‏
- James Vernon (politician, born 1646) [الإنجليزية]‏
- جورج شاين (طبيب)